# Valdez (Ecuador)
Valdez è una parrocchia urbana dell'Ecuador, capoluogo del cantone di Eloy Alfaro, nella provincia di Esmeraldas.